# Pristimantis anolirex
Pristimantis anolirex es una especie de anfibio anuro de la familia Craugastoridae.
Se encuentra en Colombia y Venezuela. Sus hábitats naturales son bosques tropicales montanos húmedos, matorrales a gran altitud y praderas de gran altitud. Esta especie endémica se encuentra entre 1900 y 3550 msnm en el norte de la Cordillera Oriental, en los departamentos de Norte de Santander, Santander en Colombia y en el estado de Táchira en Venezuela. Está amenazado por la pérdida de hábitat.

## Etimología
El nombre específico anolirex proviene de Anolis (un tipo de lagartijas) y de "rex", rey, en honor a Ernest Edward Williams cuyos animales favoritos eran los anoles.

## Publicación original
Lynch, 1983 : A new leptodactylid frog from the Cordillera Oriental of Colombia in Rhodin & Miyata, 1983 : Advances in Herpetology and Evolutionary Biology. Essays in Honor of Ernest E. Williams. Museum of Comparative Zoology, Harvard University, p. 52-57